# 小行星7366
小行星7366（7366 Agata）是一颗绕太阳运转的小行星，为主小行星带小行星。该小行星于1996年10月20日发现。

## 轨道参数
小行星7366的轨道半长轴为3.1538889 UA，离心率为0.137。